# Ontherus magnus
Ontherus magnus är en skalbaggsart som beskrevs av François Génier 1996. Ontherus magnus ingår i släktet Ontherus och familjen bladhorningar. Inga underarter finns listade i Catalogue of Life.